# Бойлінг-Спрінгс (Південна Кароліна)
Бойлінг-Спрінгс (англ. Boiling Springs) — переписна місцевість (CDP) в США, в окрузі Спартанберг штату Південна Кароліна. Населення — 10 405 осіб (2020).

## Географія
Бойлінг-Спрінгс розташований за координатами 35°2′42″ пн. ш. 81°58′41″ зх. д. / 35.04500° пн. ш. 81.97806° зх. д. (35.045010, -81.977929).  За даними Бюро перепису населення США в 2010 році переписна місцевість мала площу 17,71 км², уся площа — суходіл.

## Демографія
Згідно з переписом 2010 року, у переписній місцевості мешкало 8219 осіб у 3161 домогосподарстві у складі 2244 родин. Густота населення становила 464 особи/км².  Було 3378 помешкань (191/км²).
Расовий склад населення:
| - 81,9 % — білих - 10,4 % — чорних або афроамериканців - 3,7 % — азіатів - 0,3 % — корінних американців - 2,2 % — осіб інших рас |

До двох чи більше рас належало 1,5 %. Частка іспаномовних становила 4,3 % від усіх жителів.
За віковим діапазоном населення розподілялося таким чином: 27,3 % — особи молодші 18 років, 62,0 % — особи у віці 18—64 років, 10,7 % — особи у віці 65 років та старші. Медіана віку мешканця становила 35,3 року. На 100 осіб жіночої статі у переписній місцевості припадало 92,7 чоловіків;  на 100 жінок у віці від 18 років та старших — 88,9 чоловіків також старших 18 років.
Середній дохід на одне домашнє господарство  становив 78 415 доларів США (медіана — 64 821), а середній дохід на одну сім'ю — 90 846 доларів (медіана — 84 047). За межею бідності перебувало 6,8 % осіб, у тому числі 7,2 % дітей у віці до 18 років та 4,7 % осіб у віці 65 років та старших.
Цивільне працевлаштоване населення становило 4516 осіб. Основні галузі зайнятості: освіта, охорона здоров'я та соціальна допомога — 26,5 %, виробництво — 16,2 %, науковці, спеціалісти, менеджери — 11,3 %, роздрібна торгівля — 9,4 %.